# Contea di Yingjiang
La contea di Yingjiang (盈江县S, Yíngjiāng XiànP) è una contea della Cina, situata nella provincia di Yunnan e amministrata dalla prefettura autonoma dai e jingpo di Dehong.